# Pteropus neohibernicus

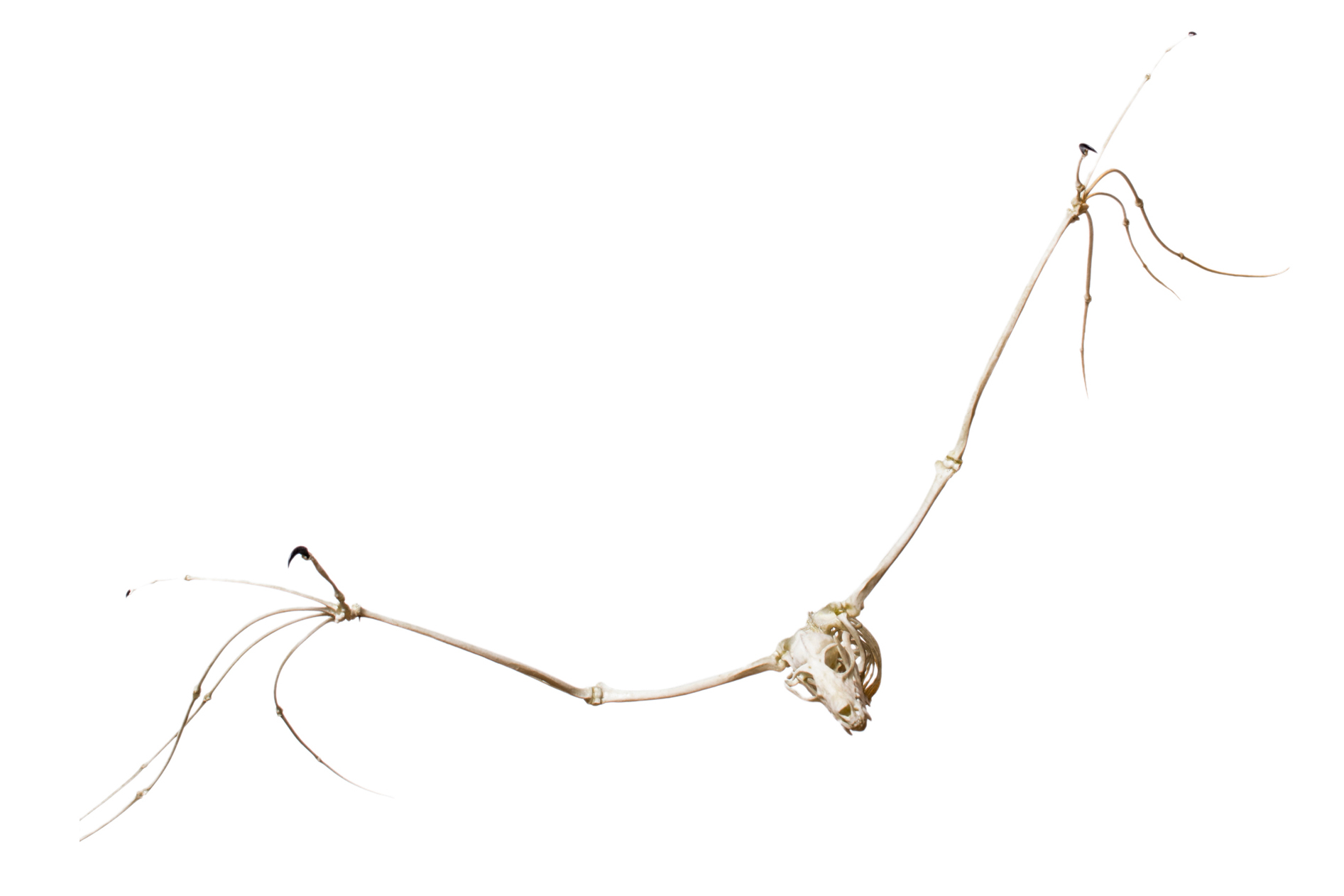
Scheletro

La volpe volante delle Bismarck (Pteropus neohibernicus Peters, 1867) è un pipistrello appartenente alla famiglia degli Pteropodidi, endemico della Nuova Guinea e di alcune isole vicine.

## Descrizione

### Dimensioni
Pipistrello di grandi dimensioni, con lunghezza dell'avambraccio tra 188 e 211 mm, la lunghezza della testa e del corpo tra 210 e 425 mm, un peso fino a 1,6 kg e un'apertura alare fino a 1,5 m. È uno tra i più grandi e pesanti pipistrelli del pianeta.

### Aspetto
La pelliccia è molto corta e sparsa, particolarmente sulla schiena. C'è una considerevole variazione nella colorazione tra gli individui della stessa specie, generalmente il dorso è marrone scuro, le parti ventrali sono bruno-giallastre, le spalle sono giallo-brunastre. Il muso è lungo ed affusolato, talvolta è presente sulla fronte una banda trasversale più scura, gli occhi sono grandi. Le orecchie sono piccole e con l'estremità arrotondata. La tibia è priva di peli. Le membrane alari sono attaccate sul dorso, molto vicine tra loro, lasciando solo una sottile striscia di pelliccia lungo la spina dorsale. È privo di coda, mentre l'uropatagio è ridotto ad una sottile membrana lungo la parte interna degli arti inferiori. I maschi sono privi di ghiandole odorifere sul collo. Gli esemplari della sottospecie P.n. hilli sono più piccoli.

## Biologia

### Comportamento
È una specie fortemente gregaria, forma colonie di diverse migliaia di individui su grandi alberi situati principalmente lungo le coste o i corsi d'acqua.

### Alimentazione
Si nutre di frutti di diverse specie di Ficus, Terminalia, Calophyllum, di specie non identificate della famiglia delle Sapotaceae e di fiori di Eucalyptus deglupta, Cocos nucifera e Trema orientale.

### Riproduzione
Sono state osservate femmine allattare piccoli tra luglio e dicembre.

## Distribuzione e habitat
Questa specie è diffusa in Nuova Guinea e alcune isole vicine.
Vive su alberi in diversi tipi di habitat, dalla foresta tropicale alle coltivazioni fino a 1.400 metri di altitudine.

## Tassonomia
In accordo alla suddivisione del genere Pteropus effettuata da Andersen, P. neohibernicus è l'unico membro del P. neohibernicus species Group. Tale appartenenza si basa sulle caratteristiche di non avere un ripiano basale nei premolari e di avere le membrane alari attaccate sul dorso, molto vicine tra loro.
Sono state riconosciute due sottospecie:
- P.n. neohibernicus: Nuova Guinea; Isole Molucche settentrionali: Gag, Gebe; Isole Raja Ampat: Misool; Arcipelago delle Bismarck: Isola del Duca di York, Karkar, Long, Umboi, Lihir, Mioko, Nuova Britannia, Nuova Irlanda, Sakar, Tabar, Watum;
- P.n. hilli (Felten, 1961): Isole dell'Ammiragliato: Manus, Los Negros, Rambutyo.

Altre specie simpatriche dello stesso genere: P. capistratus, P. macrotis, P. hypomelanus, P. conspicillatus, P. personatus e P. admiralitatum.

## Conservazione
La IUCN Red List, considerato il vasto areale e la popolazione numerosa e presente in diverse aree protette, classifica P. neohibernicus come specie a rischio minimo (Least Concern)).